# Curetis
Curetis là một chi bướm trong họ lycaenidae phân bố ở đông nam của châu Á. Hiện tại nó là chi duy nhất trong phân họ Curetinae.

## Các loài chọn lọc
- Curetis acuta - Angled Sunbeam
  - Curetis acuta formosana Fruhstorfer, 1908
- Curetis brunnea Wileman, 1909
- Curetis bulis - Bright Sunbeam
- Curetis dentata - Toothed Sunbeam
- Curetis regula
- Curetis santana
- Curetis saronis - Burmese Sunbeam
- Curetis siva - Shiva's Sunbeam
- Curetis tagalica
- Curetis thetis - Indian Sunbeam

## Hình ảnh

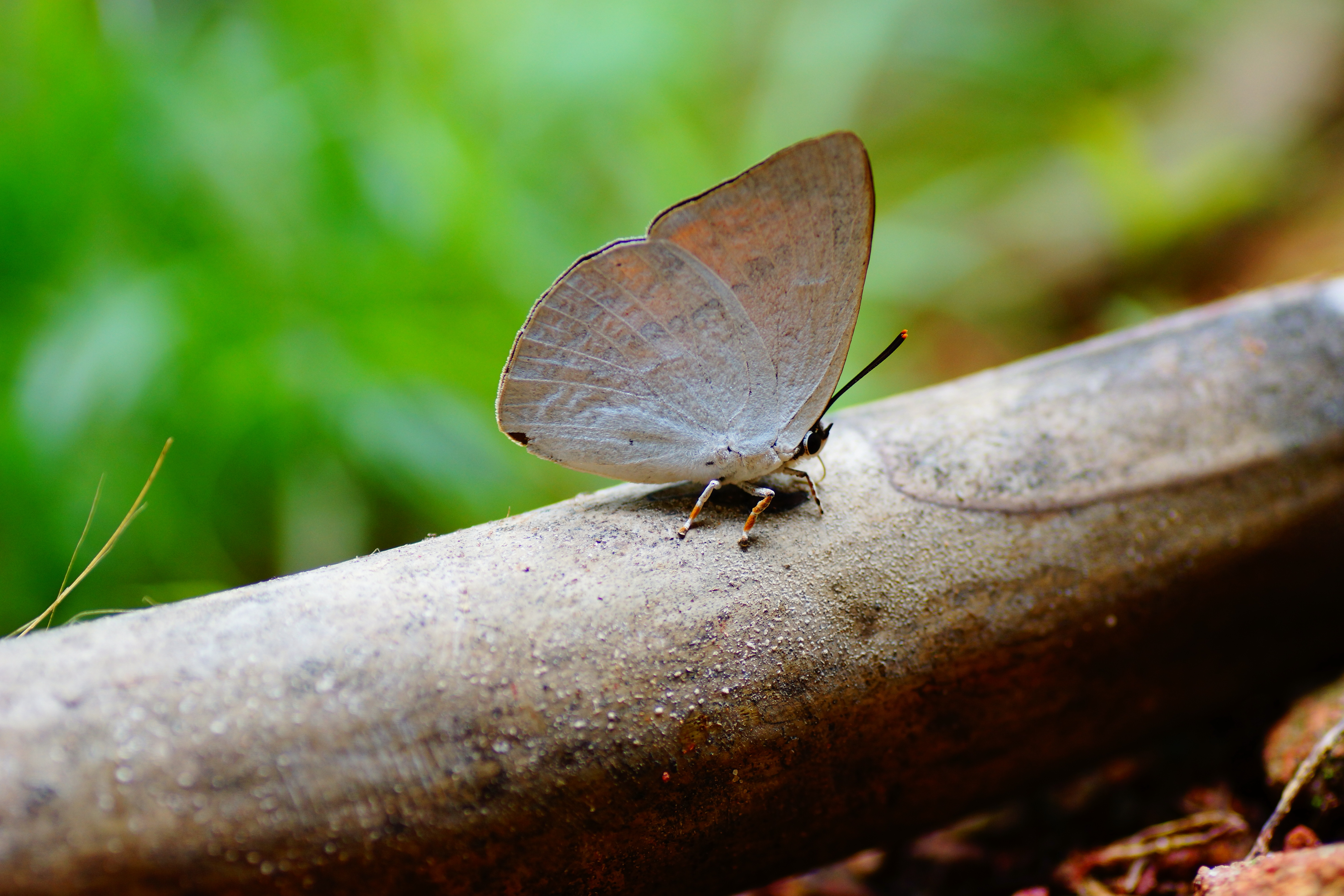
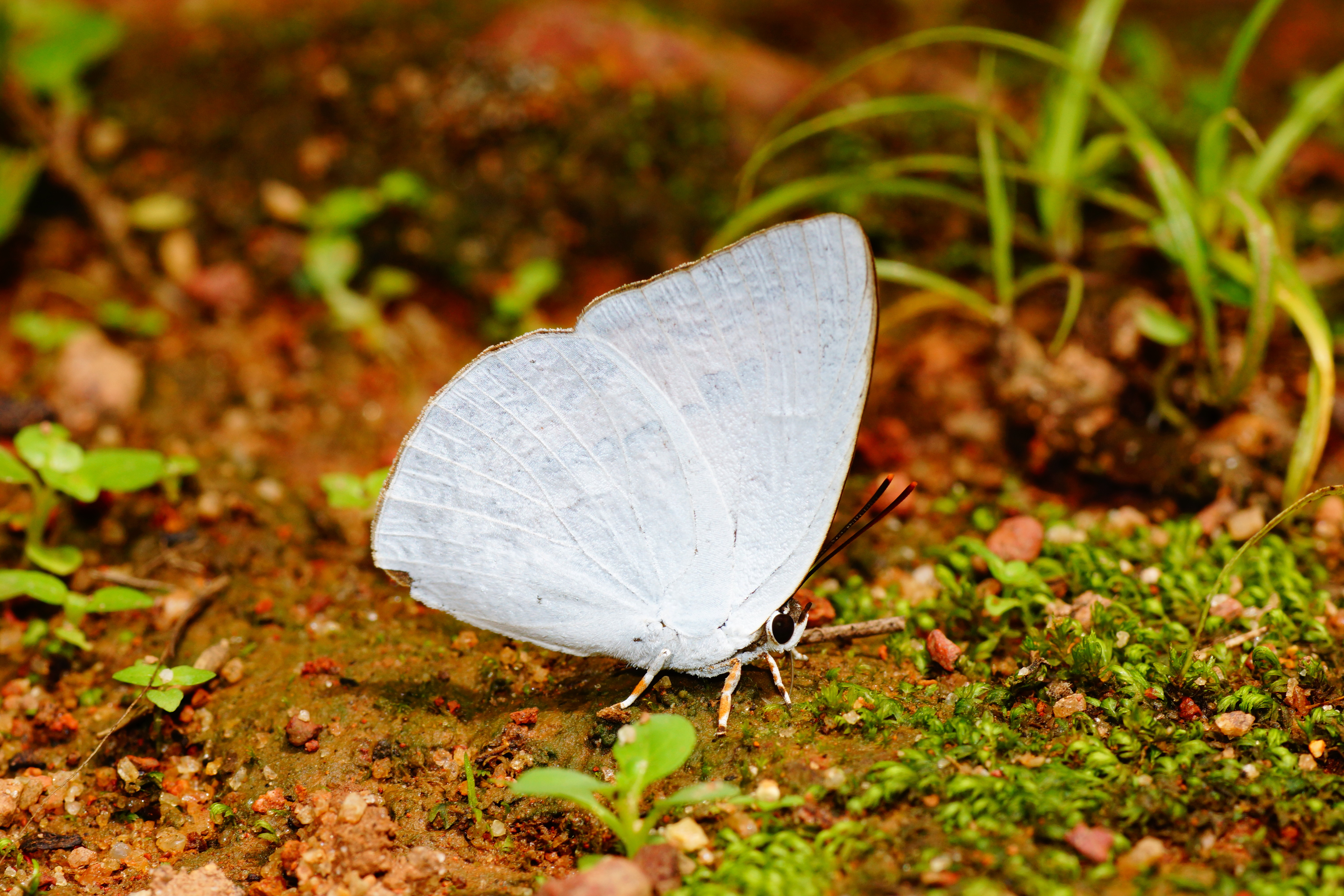
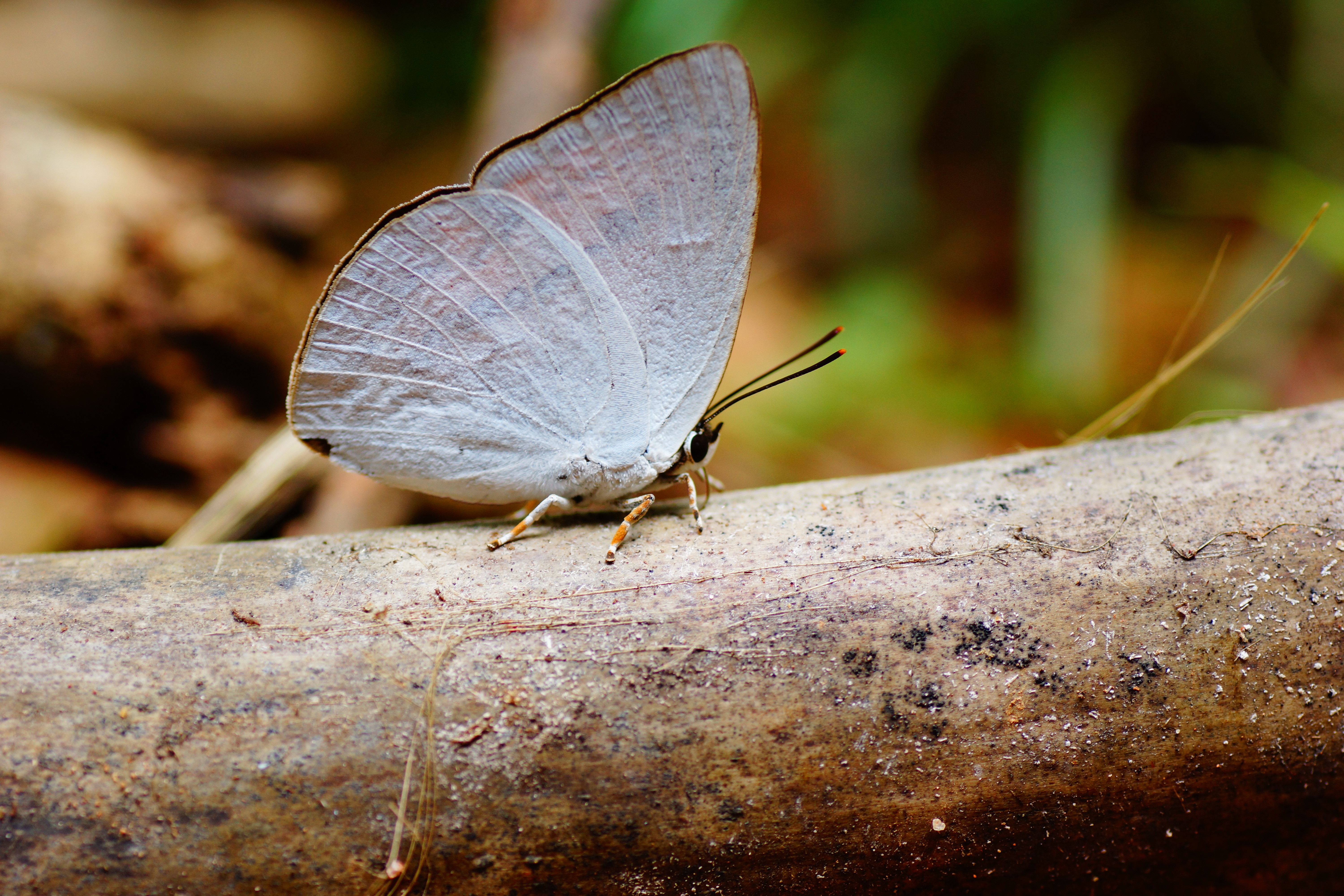